# Panimerus scotti
Panimerus scotti är en tvåvingeart som beskrevs av Eaton 1913. Panimerus scotti ingår i släktet Panimerus och familjen fjärilsmyggor.
Artens utbredningsområde är Seychellerna. Inga underarter finns listade i Catalogue of Life.